# Lomelosia
Lomelosia är ett släkte av tvåhjärtbladiga växter. Lomelosia ingår i familjen Dipsacaceae.

## Bildgalleri

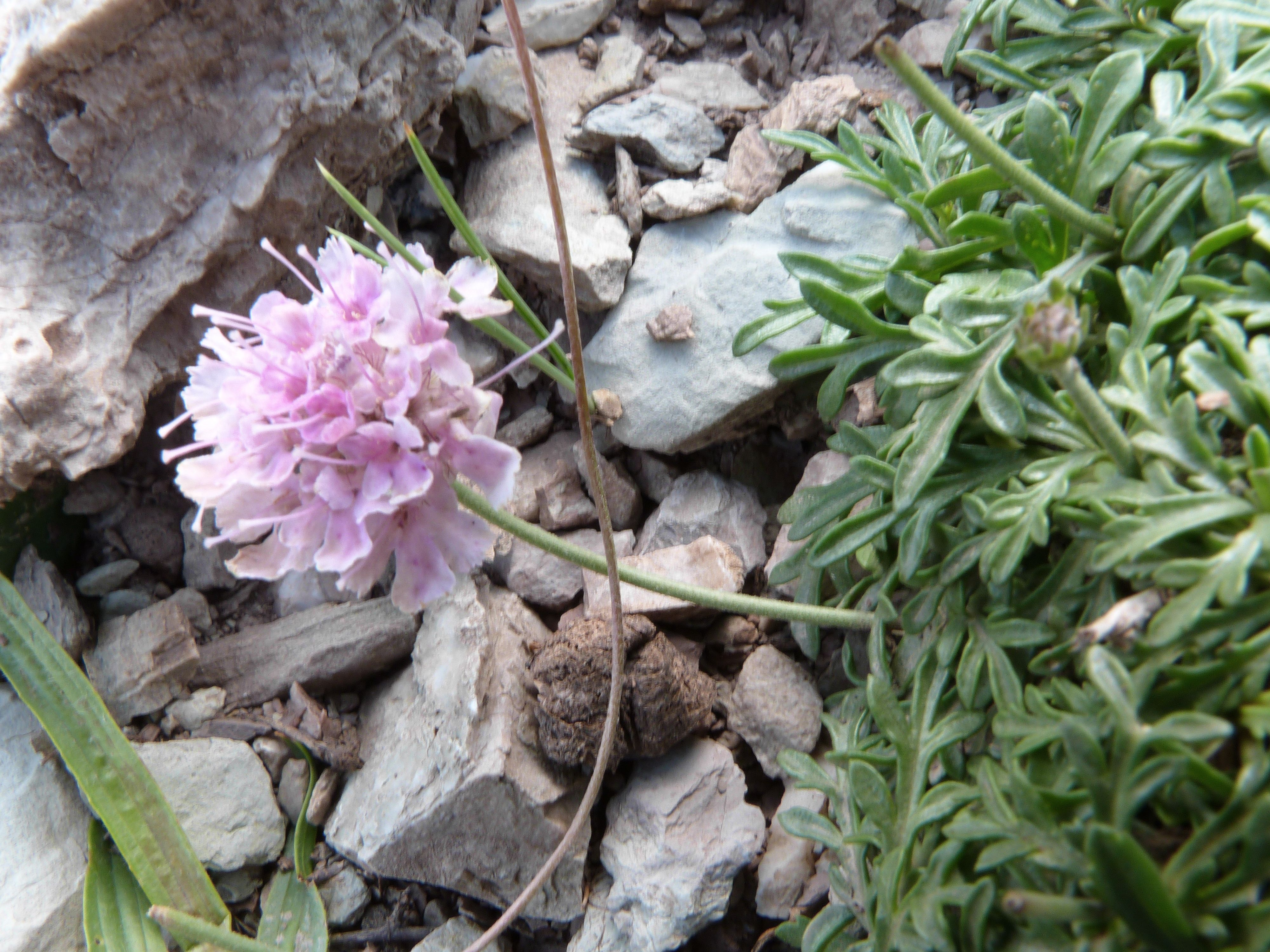
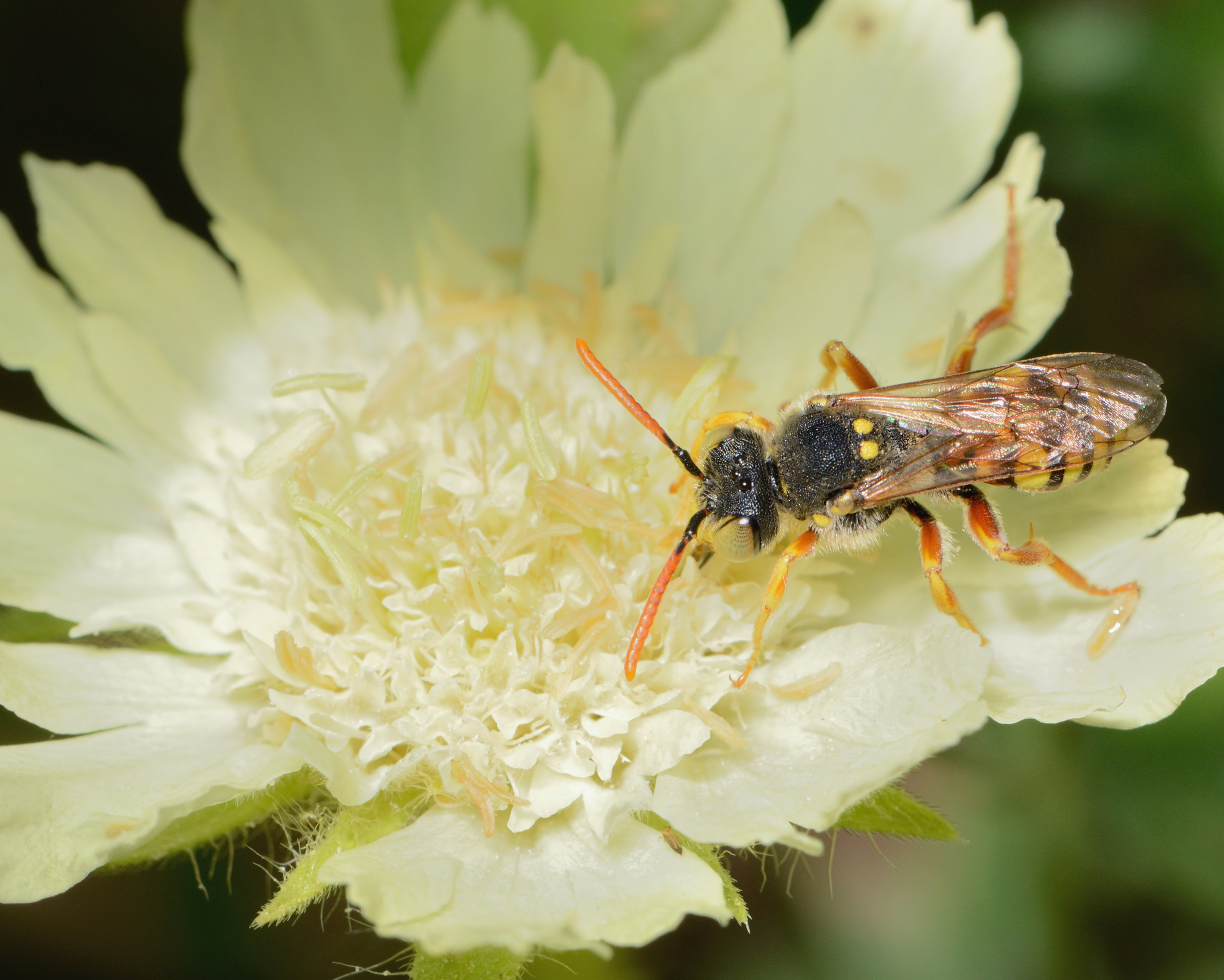
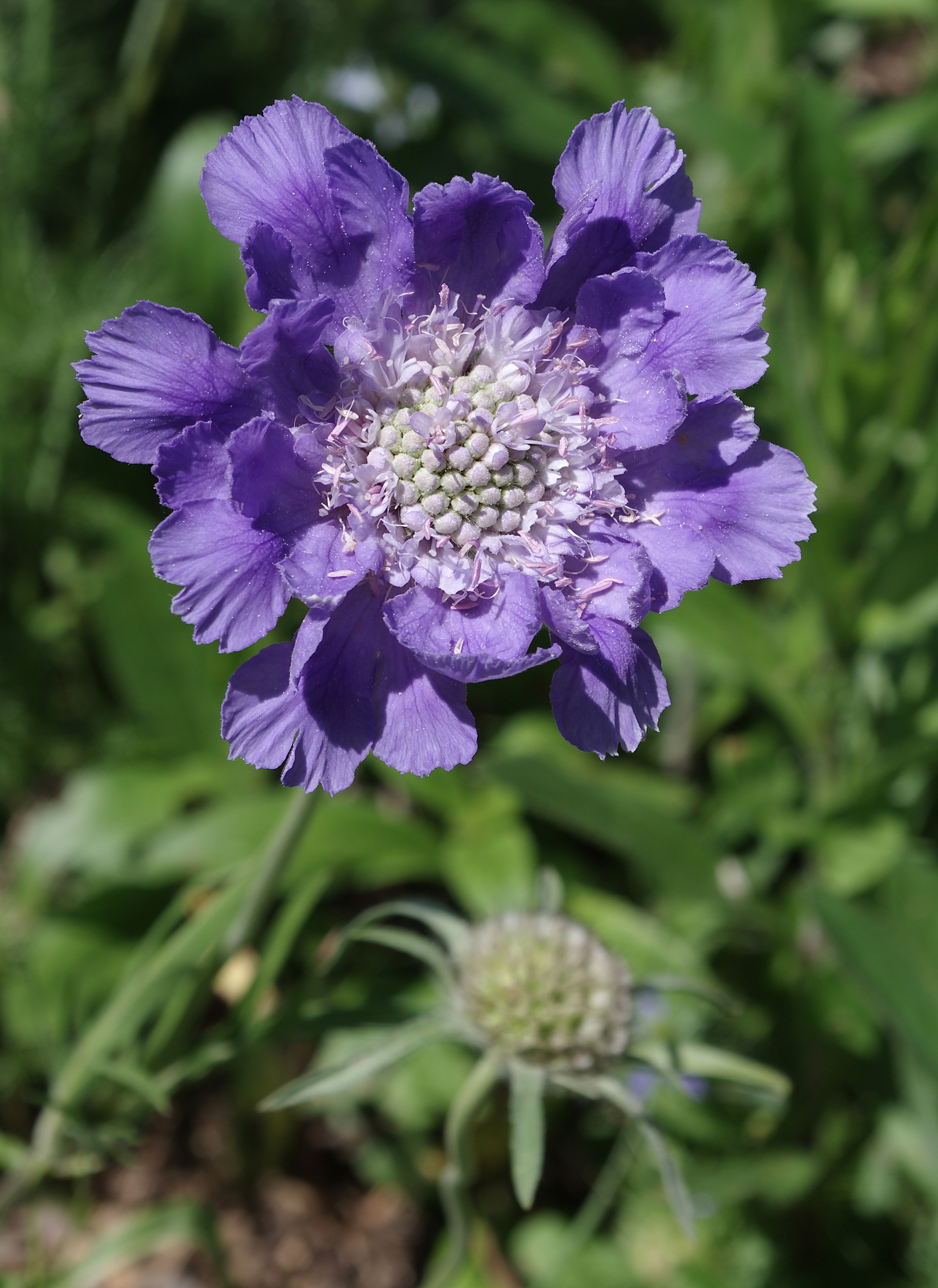
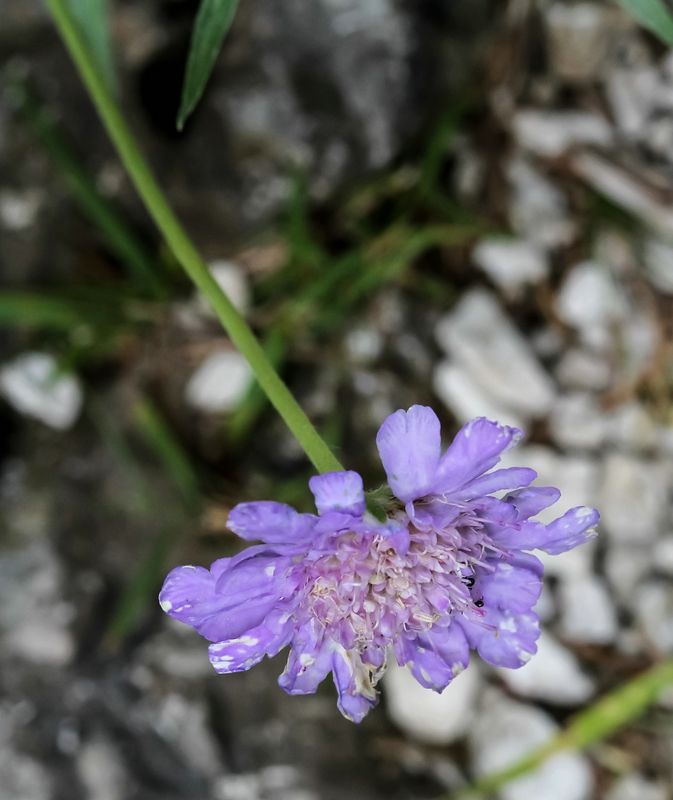
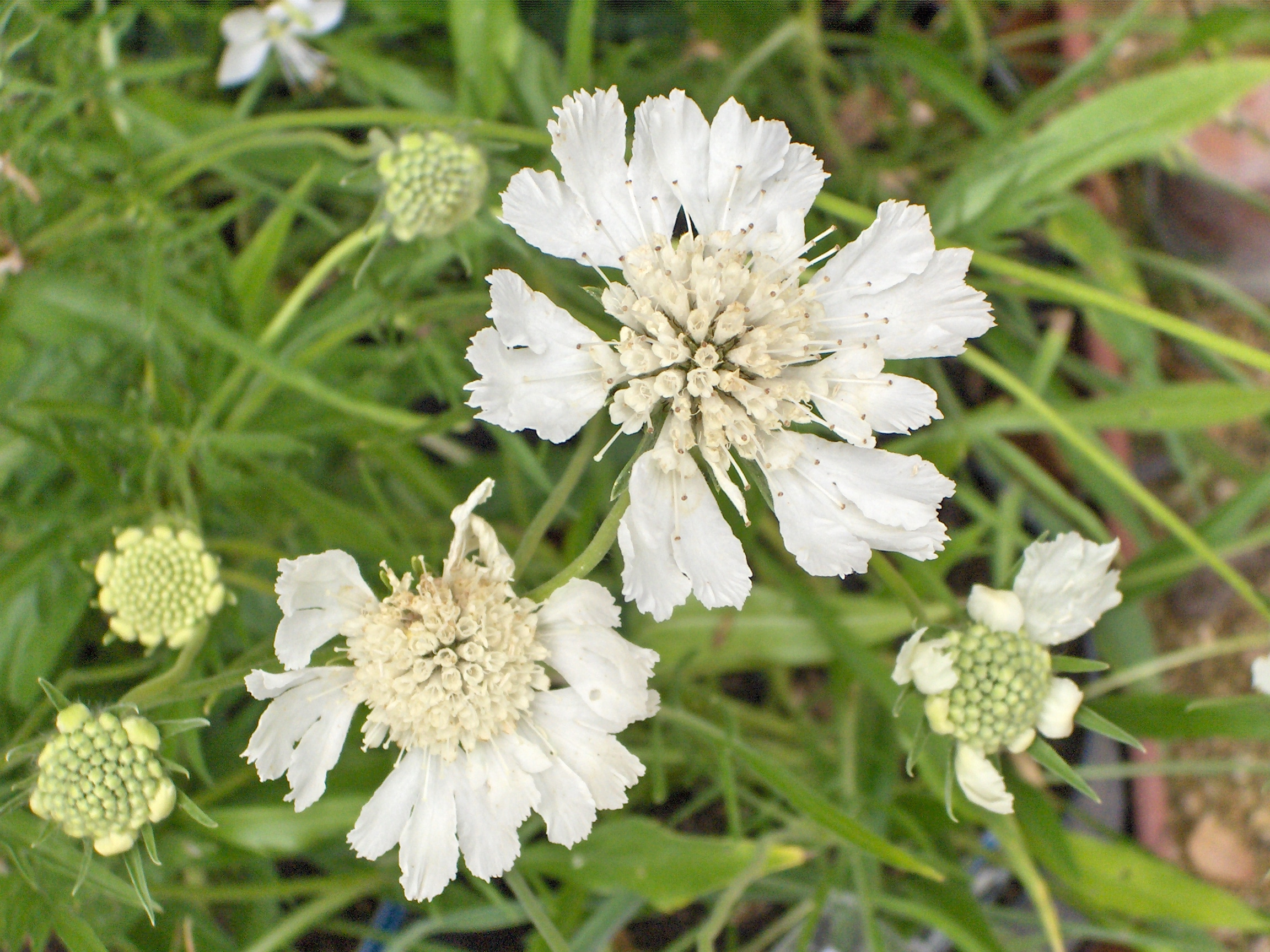
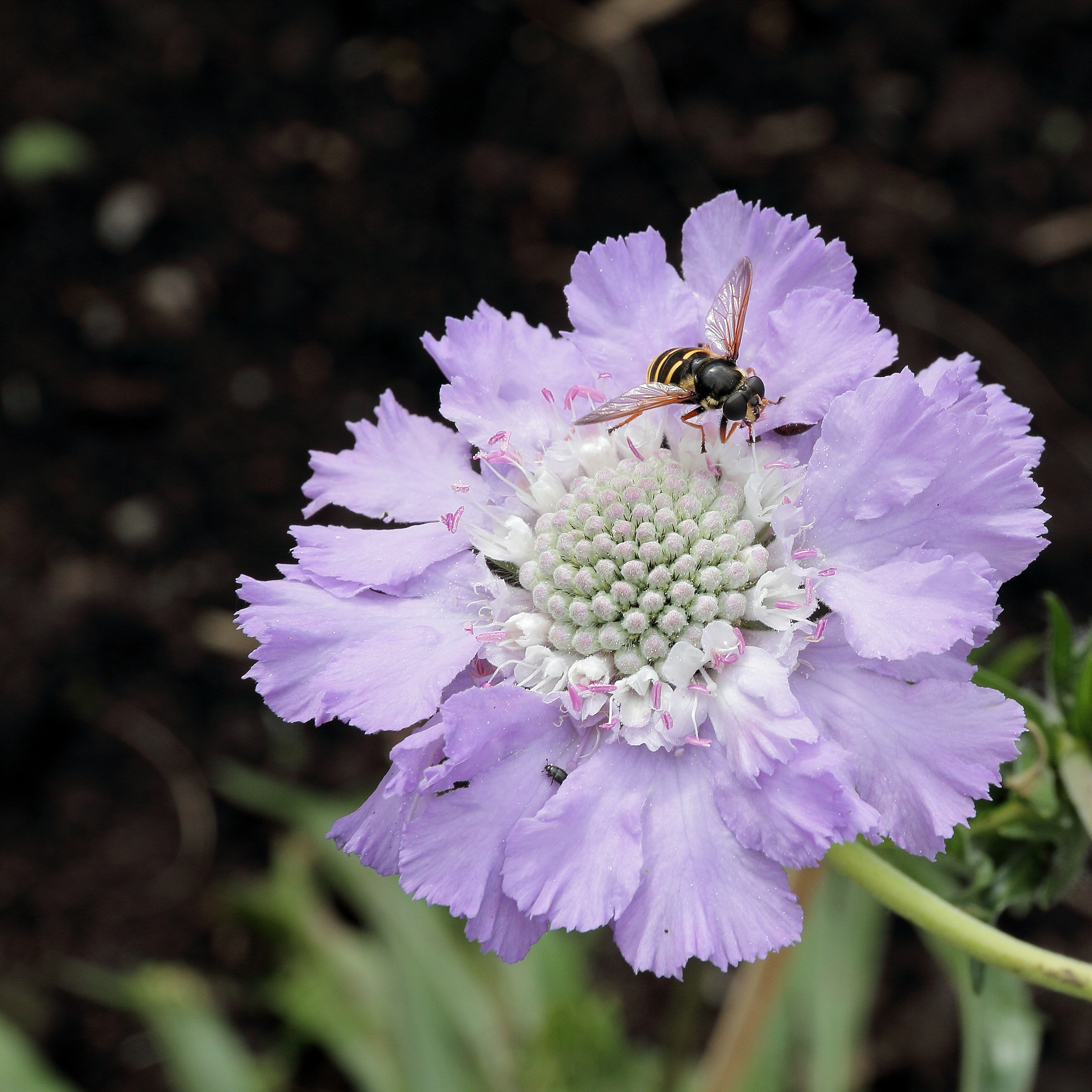

## Dottertaxa tillLomelosia, i alfabetisk ordning[1]
- Lomelosia albocincta
- Lomelosia alpestris
- Lomelosia argentea
- Lomelosia aucheri
- Lomelosia austroaltaica
- Lomelosia balianii
- Lomelosia bicolor
- Lomelosia brachiata
- Lomelosia brachycarpa
- Lomelosia calocephala
- Lomelosia camelorum
- Lomelosia candollei
- Lomelosia caucasica
- Lomelosia comosa
- Lomelosia cosmoides
- Lomelosia crenata
- Lomelosia cretica
- Lomelosia cyprica
- Lomelosia deserticola
- Lomelosia divaricata
- Lomelosia epirota
- Lomelosia flavida
- Lomelosia graminifolia
- Lomelosia gumbetica
- Lomelosia hispidula
- Lomelosia hololeuca
- Lomelosia hymettia
- Lomelosia intermedia
- Lomelosia isetensis
- Lomelosia japonica
- Lomelosia kurdica
- Lomelosia leucactis
- Lomelosia lycia
- Lomelosia macrochaete
- Lomelosia micrantha
- Lomelosia minoana
- Lomelosia oberti-manettii
- Lomelosia olgae
- Lomelosia olivieri
- Lomelosia palestina
- Lomelosia paucidentata
- Lomelosia persica
- Lomelosia poecilocarpa
- Lomelosia polykratis
- Lomelosia porphyroneura
- Lomelosia prolifera
- Lomelosia pseudograminifolia
- Lomelosia pulsatilloides
- Lomelosia reuteriana
- Lomelosia rhodantha
- Lomelosia rhodopensis
- Lomelosia robertii
- Lomelosia rotata
- Lomelosia rufescens
- Lomelosia rutifolia
- Lomelosia schimperiana
- Lomelosia simplex
- Lomelosia songarica
- Lomelosia speciosa
- Lomelosia sphaciotica
- Lomelosia stellata
- Lomelosia sulphurea
- Lomelosia transcaspica
- Lomelosia ulugbekii
- Lomelosia variifolia